# روما ۴۷۲
سیارک ۴۷۲ (به انگلیسی: 472 Roma، نامگذاری:1901GP) چهارصد و هفتاد و دومین سیارک کشف شده‌است که در ۱۱ ژوئیه ۱۹۰۱ و در هایدلبرگ کشف شد.
قدر مطلق سیارک برابر ۸٫۹۲ است.